# Oedemera paganettii
Oedemera paganettii là một loài bọ cánh cứng trong họ Oedemeridae. Loài này được Stolz miêu tả khoa học năm 1915.